# Андон Пеев
Андон Янев Пеев е български революционер, деец на Вътрешната македоно-одринска революционна организация.

## Биография
Пеев е роден в 1879 година в леринското село Търсие, тогава в Османската империя. Присъединява се към ВМОРО. Участва в Илинденско-Преображенското въстание през лятото на 1903 година с четата на Фоте Стоянов от Търсие и се сражава при връх Рунзел (Рунджел). По-късно е при Георги Попхристов и участва в сражението при Бигла. С четата на Лазар Поптрайков се сражава при Пожарско, Мъгленско, а с четата на Борис Сарафов – при Буф, Леринско.
На 14 април 1943 година, като жител на Мадара, подава молба за българска народна пенсия, която е одобрена и пенсията е отпусната от Министерския съвет на Царство България.